# 関西インターナショナルハイスクール
関西インターナショナルハイスクール（かんさいインターナショナルハイスクール 英: Kansai International High School K.I.H.S.）とは、大阪府にある高等課程の専修学校。学校法人天王寺学館が運営する関西外語専門学校の高等課程で、正式名称は関西外語専門学校国際高等課程。キャンパス内には同じ学校法人経営による天王寺学館高等学校、天王寺予備校がある。

## 概要
- 1989年に高校教育を外国人教員が英語で実施する高等専修学校として創立され、2002年には同じ学校法人内に天王寺学館高等学校が開校されたのを機に、現校名に組織変更された。
- 全日制3年課程で、修了生に文部科学省より大学入学資格が付与されている。
- 科学技術学園高等学校との併修システムを利用することで、高等学校卒業資格を得られる。

## 沿革
- 1989年 - 国際アカデミー高等専修学校として創立
- 1996年 - 関西国際高等専修学校に改称
- 2002年 - 関西外語専門学校国際高等課程に組織変更

## 学科
- 国際教養学科

## 所在地
- 〒545-0053 大阪市阿倍野区松崎町2-9-36

最寄り駅は、JR・地下鉄天王寺駅、近鉄大阪阿部野橋駅